# Sauris seminigra
Sauris seminigra là một loài bướm đêm trong họ Geometridae.